# Ornitofília

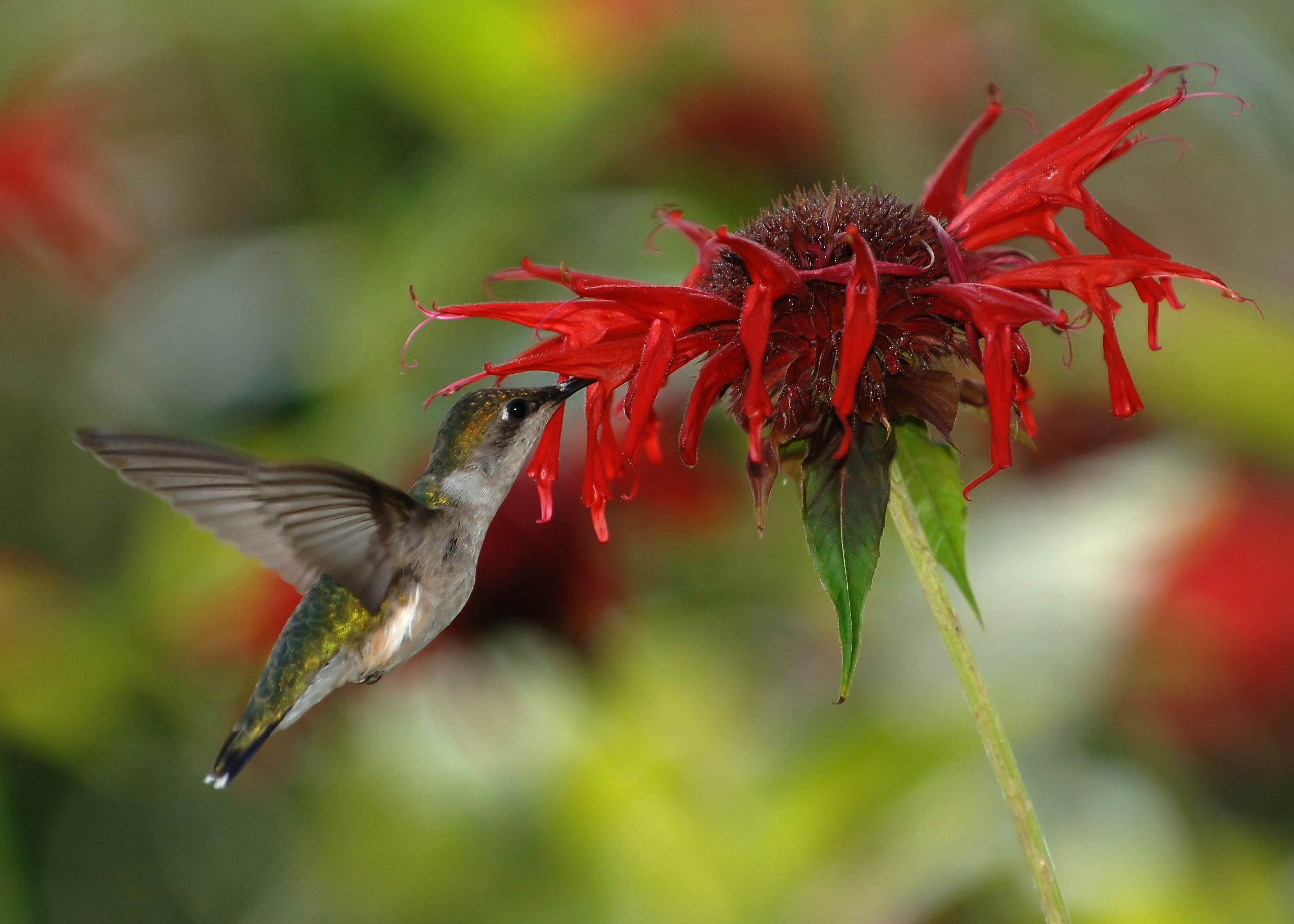
Un exemplar de colibrí gorgirrubí (Archilochus colubris) alimentant-se d'una inflorescència de Monarda didyma.

L'ornitofília és la pol·linització de les flors per part dels ocells. Aquesta associació coevolutiva és similar a l'entomofília (pol·linització per insectes) i està particularment ben desenvolupada en algunes part del món, especialment en els tròpics i en algunes cadenes d'illes. L'associació porta nombroses i distintives adaptacions en les plantes, formant un síndrome floral. Les plantes involucrades en la ornitofilia tenen acolorides flors, sovint vermelles, amb llargues estructures tubulars que contenen bastant nèctar, i l'estigma i els estams tenen una orientació que assegura el contacte amb el pol·linitzador. Els ocells tendeixen a ser nectarívores especialistes; amb llengües piloses, llargs becs, i capaços de planar en l'aire o suficientment lleugers com per poder posar-se sobre les estructures de les flors.

## Adaptacions de les plantes

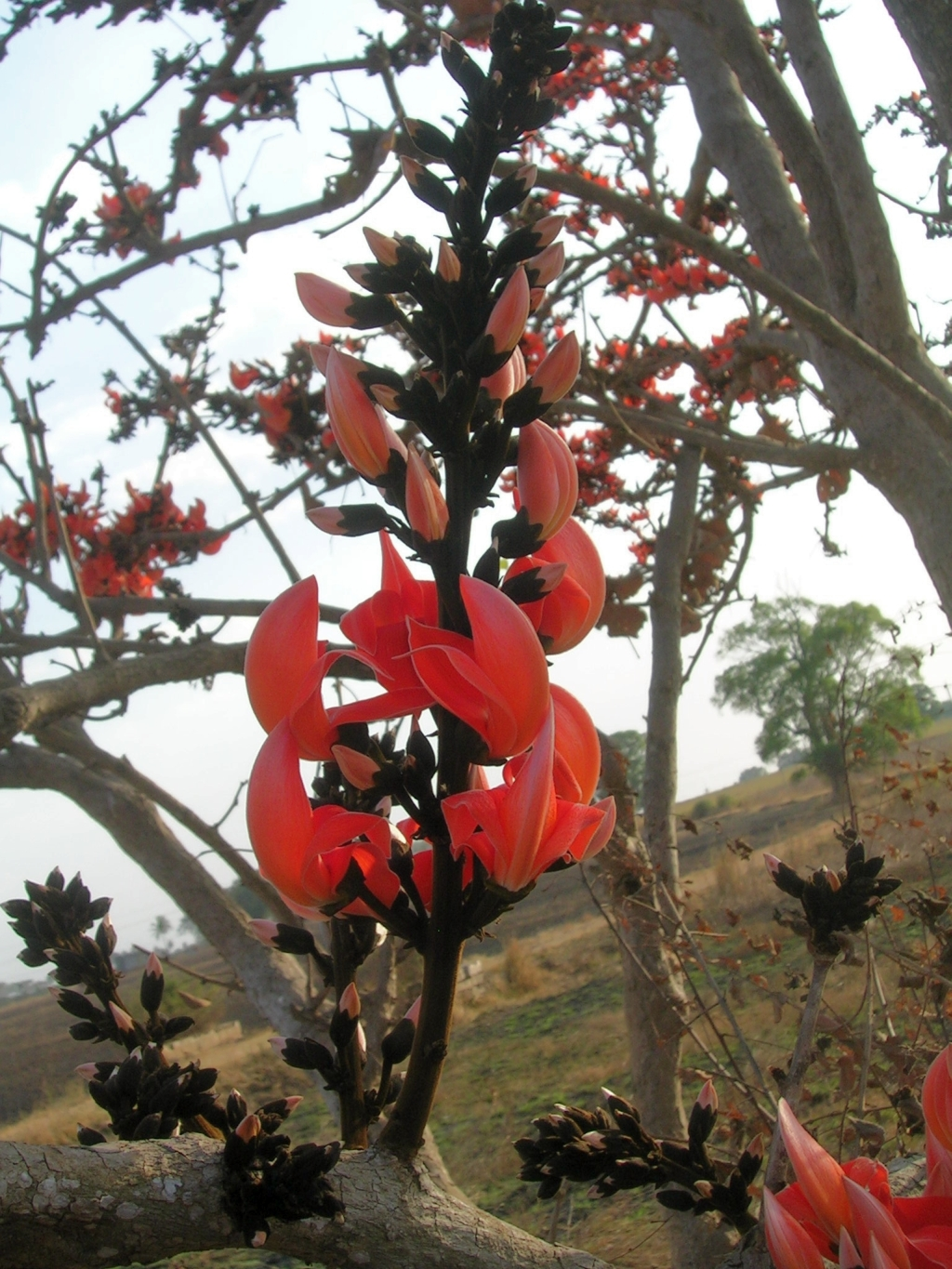
Les inflorescències de Butea permeten a els ocells posar en el seu tija.

Es considera que el ser pol·linitzades per ocells és una estratègia costosa per a les plantes, i només passa on hi ha beneficis particulars per a la planta, com per exemple els ecosistemes d'alta muntanya, on hi ha una absència d'insectes pol·linitzadors, o aquells en regions àrides o illes aïllades.
Les adaptacions de les plantes poden ser agrupades en mecanismes que atrauen els ocells, els que exclouen els insectes, els que protegeixen del robatori de nèctar, i els mecanismes de pol·linització en sentit estricte.
La major part de les flors pol·linitzades per ocells són vermelles i tenen una gran quantitat de nèctar. També en general no tenen perfum. Les flors amb pol·linitzadors generalistes tendeixen a tenir un nèctar diluït, però les que tenen pol·linitzadors especialitzats, com els colibrís o suimangas tenen un nèctar més concentrat. La composició dels sucres del nèctar a les flors ornitòfiles varia respecte a les que segueixen altres estratègies, en les primeres les hexosas són altes, mentre que en les pol·linitzades per insectes són les sacarosas les majoritàries. Moltes plantes de la família Loranthaceae tenen flors "explosives" que ruixen de pol·len a els ocells que s'alimenten prop d'elles. Estan associades principalment amb els ocells de la família Dicaeidae. A Austràlia, algunes espècies del gènere Banksia tenen flors que s'obren en resposta a les accions de l'au, reduint d'aquesta manera les pèrdues de pol·len. Fins a 129 espècies de plantes nord-americanes duen a terme associacions ornitòfiles. Prop d'una quarta part de les 900 espècies del gènere Salvia són pol·linitzades per ocells.
Babiana ringens és una espècie de planta que té unes inflorescències amb una tija molt forta que serveix de lloc de descans a la suimanga malaquita (Nectarinia famosa) quan visita la flor. Les plantes del gènere Heliconia tenen circells enganxosos que ajuden a l'adhesió del pol·len a les estructures toves com el pic de les espècies de Trochilidae. Algunes orquídies africanes del gènere Disa tenen pol·lini que s'enganxen als peus de les suimangs que les visiten.
Les plantes necessiten protegir-se contra el robatori de nèctar per part de no pol·linitzadors. Aquests agents, anomenats lladres de nèctar, poden destruir les flors, per exemple tallant la flor per la base per obtenir el nèctar sense pol·linitzar a la planta.

## Adaptacions de els ocells

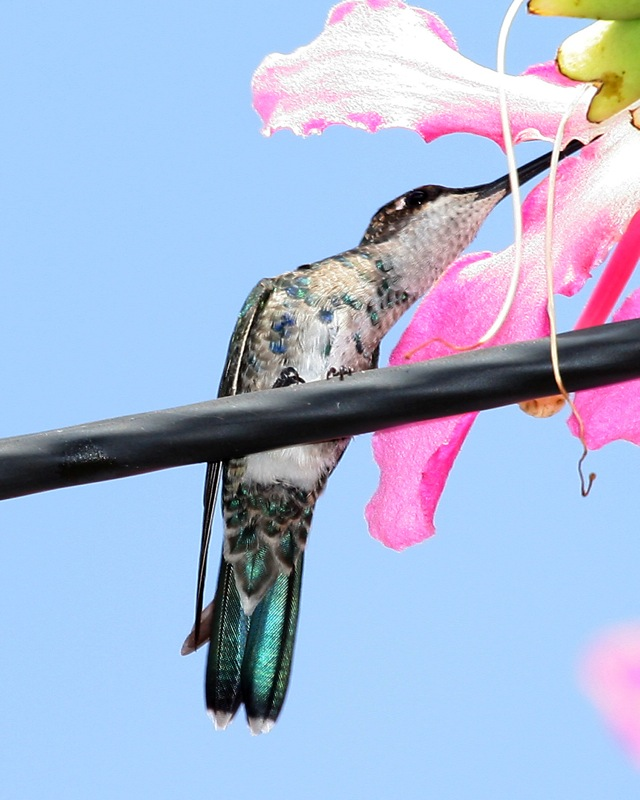
Un colibrí de Barbijo (Heliomaster furcifer) libant d'una inflorescència posat en un cable.

Les principals famílies d'ocells especialitzats a alimentar-se de nèctar són els colibrís no ermitans Trochilidae i colibrís ermitans (Phaethornithinae), suimangs (Nectariniidae) y melífags (Meliphagidae). També es troben alguns grups d'espècies en altres famílies com en Icteridae, Thraupidae, Drepanidinae, Zosteropidae i Promeropidae. els ocells poden obtenir nèctar ja sigui perchándose a la planta, o estenent; aquesta última pràctica és més comuna entre colibrís, ermitans i suimangs. Entre els colibrís, els no ermitans són territorials i defensen les seves zones d'alimentació, mentre que els colibrís ermitans recorren grans distàncies a l'interior del bosc per trobar el seu aliment.
Colibrís i ermitans tenen la habiliad de digerir la sacarosa, a diferència de la major part dels passeriformes que prefereixen leshexosa (fructosa i glucosa). Els estornells eviten per complet la sacarosa. Las aves nectarívora tenen en general un mecanisme per excretar ràpidament l'excés d'aigua. Poden haver de beure de quatre a cinc vegades la seva massa corporal en líquid al dia per obtenir suficient energia. Colibrís i ermitans són capaços d'excretar els residus de nitrogen com amoníac, ja que poden permetre una major pèrdua d'aigua, que els ocells que s'alimenten d'aliments amb poca quantitat d'humitat. Els colibrís, ermitans i suimangs tenen també adaptacions fisiològiques i anatòmiques que els ajuden a excretar amb rapidesa l'excés d'aigua. Colibrís i ermitans són capaços d'aturar la seva funció renal a la nit.
En algunes ocells, com les de la família Zosteropidae, el pol·len de les plantes que acaba al cap de els ocells incrementa el desgast d'aquestes plomes, el que comporta una muda més freqüent.

## Altres associacions
Nombroses espècies d'àcars (principalment en els gèneres Proctolaelaps, Tropicoseius i Rhinoseius, família Ascidae) han evolucionat cap a una manera de vida forético, en el qual es troben als narius dels colibrís i ermitans que visiten les flors i els fan servir per desplaçar-se a altres plantes on poden seguir alimentant-se de nèctar. Aquests àcars afavoreixen espècies de plantes de les famílies Heliconiaceae, Costaceae, Zingiberaceae, Amaryllidaceae, Rubiaceae, Apocynaceae, Bromeliaceae, Gesneriaceae, Lobeliaceae y Ericaceae, les quals estan també associades amb els colibrís i ermitans.